# ایوب گولیف
ایوب گولیف (انگلیسی: Ayyub Guliyev؛ زاده ۱ ژوئن ۱۹۵۴) یک دانشمند است.